# Batman Confidential
Batman Confidential è una serie a fumetti pubblicata da DC Comics a partire dal 2007, e narra avventure di Batman slegate dalla continuity e ambientate nei suoi primi tempi da vigilante, e dei primi incontri con gli altri eroi e avversari. La serie consta storie slegate tra loro e affidate di volta in volta a differenti team creativi.

## Albi
| Albi nn. | Titolo originale                | Titolo italiano            | Data di uscita originale (USA) |
| -------- | ------------------------------- | -------------------------- | ------------------------------ |
| 1-6      | Rules of Engagement             | Regole d'ingaggio          | febbraio - agosto 2007         |
| 7-12     | Lovers & Madmen                 | Amanti & pazzi             | settembre 2007 - febbraio 2008 |
| 13-16    | Wrath Child                     | Il figlio dell'ossessione  | marzo - giugno 2008            |
| 17-21    | The Cat and the Bat             | La gatta e il pipistrello  | giugno - novembre 2008         |
| 22-25    | Do You Understand These Rights? | Hai capito i tuoi diritti? | dicembre 2008 - marzo 2009     |
| 26-28    | A New Dawn                      | La tomba di Re Tut         | novembre 2008 - gennaio 2009   |
| 29-30    | Bad Cop                         | Hai capito i tuoi diritti? | luglio - agosto 2009           |
| 31-35    | The Bat and the Beast           | Il pipistrello e la bestia | settembre - dicembre 2009      |
| 36-39    | Blackhawk Down                  | -                          | gennaio - febbraio 2010        |
| 40-43    | Ghosts                          | -                          | marzo - giugno 2010            |
| 44-48    | Batman Vs the Undead            | -                          | luglio - novembre 2010         |
| 49       | Work That's Never Done          | -                          | dicembre 2010                  |
| 50-54    | Super-Powers                    | -                          | gennaio - maggio 2011          |

## Edizioni

### Edizioni statunitensi
Oltre all'uscita di un albo mensile, gli archi narrativi della serie sono stati raccolti in volumi sia hardcover che paperback:
- Batman: Rules of Engagement (nn. 1-6), ISBN 978-1401214814 (hardcover), ISBN 978-1401217068 (paperback)
- Batman: Lovers and Madmen (nn. 7-12), ISBN 978-1401216832 (hardcover), ISBN 978-1401217426 (paperback)
- Batman: The Wrath (nn. 13-16; Batman Special n. 1, 1984), ISBN 978-1401225148
- Batman: The Cat and the Bat (nn. 17-21), ISBN 978-1401224967
- Batman: Dead to Rights (nn. 22-25, 29-30), ISBN 9781401229252
- Batman: King Tut's Tomb (nn. 26-28), ISBN 978-1401225773
- Batman: The Bat and The Beast (nn. 31-35), ISBN 978-1401227944

### Edizioni italiane
In Italia la serie è pubblicata da Planeta De Agostini a partire da febbraio 2008 in volumi che ricalcano i paperback statunitensi.